# Paoli (Colorado)
Paoli és una població dels Estats Units a l'estat de Colorado. Segons el cens del 2000 tenia 42 habitants.

## Demografia
Segons el cens del 2000, Paoli tenia 42 habitants, 19 habitatges, i 12 famílies. La densitat de població era de 54,1 habitants per km².
Per edats la població es repartia de la següent manera: un 21,4% tenia menys de 18 anys, un 0% entre 18 i 24, un 14,3% entre 25 i 44, un 35,7% de 45 a 60 i un 28,6% 65 anys o més.
L'edat mediana era de 50 anys. Per cada 100 dones de 18 o més anys hi havia 94,1 homes.
La renda mediana per habitatge era de 32.500 $ i la renda mediana per família de 33.750 $. Els homes tenien una renda mediana de 22.917 $ mentre que les dones 40.625 $. La renda per capita de la població era de 14.947 $. Entorn del 30% de les famílies i el 18,6% de la població estaven per davall del llindar de pobresa.

## Poblacions més properes
El següent diagrama mostra les poblacions més properes.